# Pestifer (belgická hudební skupina)
Pestifer je belgická metalová skupina z města Lutych založená roku 2004 bratry dvojčaty Philippem a Adrienem Gustinovými. Svou tvorbou spadá do podžánru technical death metal, texty se zaměřují na tematiku science fiction. Oba bratři dříve působili v kapelách Burgus a Salmonellose. 

## Diskografie
Dema
- Demo 2006 (2006)

Proma
- Promo 2013 (2013)

Studiová alba
- Age of Disgrace (2010)[1]
- Reaching the Void (2014)[1]
- Expanding Oblivion (2020)[1]

EP
- Defeat of the Nemesis (2023)

Singly
- Ominous Wanderers (2019)